# Korallpåsklav
Korallpåsklav (Stereocaulon dactylophyllum) är en lavart som beskrevs av Flörke. Korallpåsklav ingår i släktet Stereocaulon och familjen Stereocaulaceae.  Arten är reproducerande i Sverige. Inga underarter finns listade i Catalogue of Life.